# Lisíades

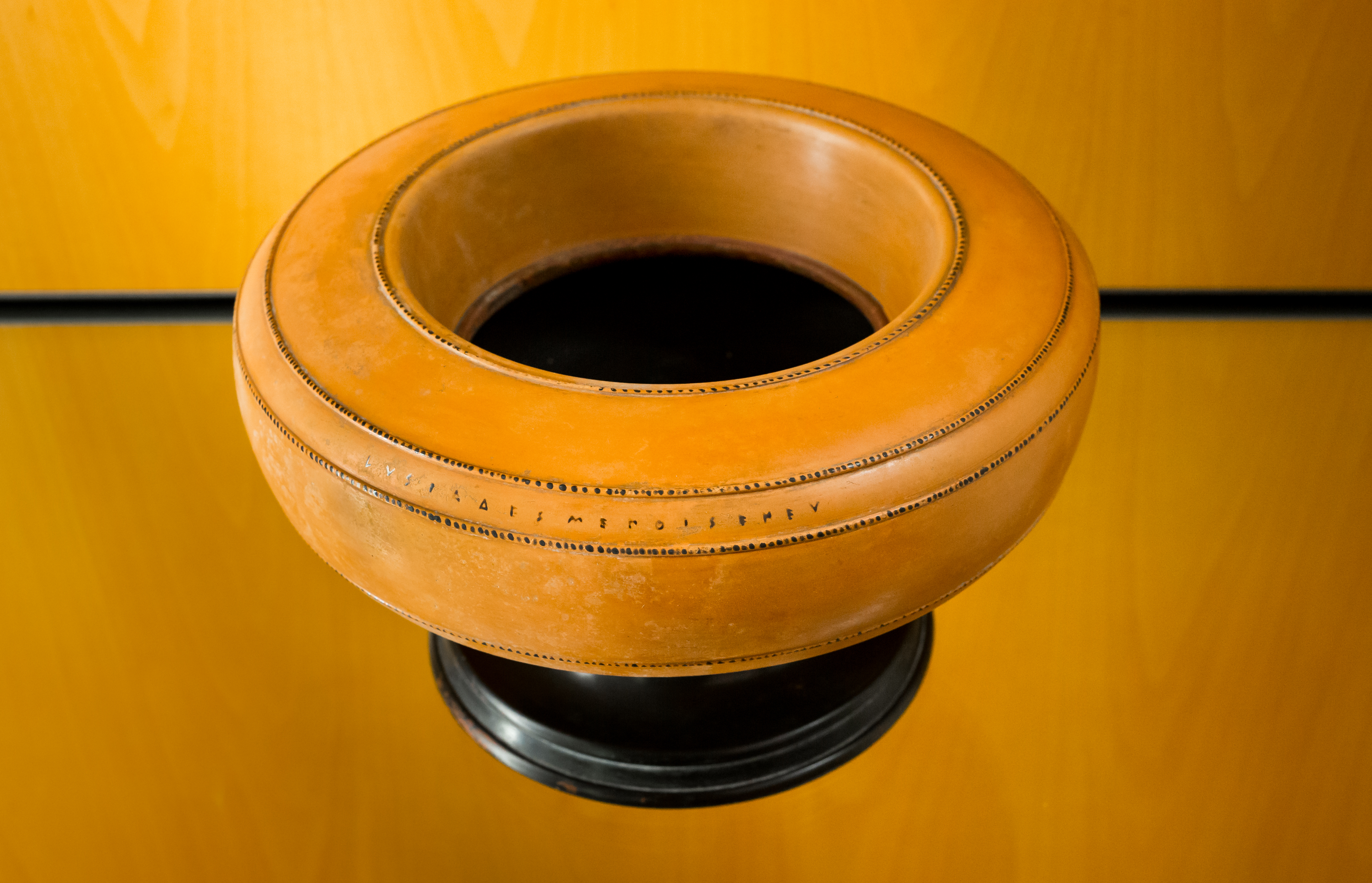
Cotón ático, firmado por el alfarero Lisíades, ca. 530 a. C., Lyon, Museo de Bellas Artes E 387.

Lisíades (en griego antiguo: Λυσιάδης) fue un alfarero griego, activo en el último cuarto del siglo VI a. C.
Conocido únicamente por su |firma en un exaliptro (también llamado cotón) conservado en el museo municipal de Lyon (Musée des Beaux-Arts E 387). El exaleiptron firmado por Lisíades ofrece un excelente ejemplo de la destreza de los alfareros atenienses. El vaso, con una decoración muy sobria (por ejemplo, pequeños y delicados puntos en una banda alrededor de la circunferencia) y un pie ancho y negro, está datado alrededor del 530 a. C. La firma solo subraya la destreza del alfarero:
| Λυσιάδες μ' ἐποί[η]σεν εὖ | traducción: Lisíades me hizo bien |

- texto en griego antiguo.
El historiador de arte británico John Beazley también le atribuyó el exaliptro de Boston (Museo de Bellas Artes 99.531, Boston). Ciertos errores que se habían introducido en los escritos de Beazley a lo largo de los años han sido corregidos después de investigaciones más recientes